# Dansk Film-Avis nr. 692
Dansk Film-Avis nr. 692 er en dansk Ugerevy med dokumentariske optagelser fra 1945. Filmene blev produceret af UFA film A/S, der var ejet af det tyske UFA, der var ejet af den tyske stat.
Den dansk producerede Dansk Film-Avis var en nazistisk ugerevy og udkom i årene 1941-1945. Den bestod typisk af tre dele: dansk stof, optaget af danske kameramænd, tysk stof fra Tyskland og reportager fra fronten, produceret af Deutsche Wochenschau.

## Handling
1. Sportsfolk træner indendørs om vinteren med gymnastiske øvelser.
2. Vandpolokamp i Prag mellem tjekkiske seniorer og et juniorhold.
3. De spanske bjergjægere holder øvelse for nyuddannede bjergtropper.
4. Vlasov taler ved et møde i Berlin for russiske arbejdere.
5. På Vestfronten er kampene blevet endnu voldsommere. Englænderne og amerikanerne støder på stærk tysk modstand. Kamphandlinger.
6. Tyske sikringsstyrker ved den schweiziske grænse i Vogeserne.[1]